# Circasia (ort)
Circasia är en ort i Colombia.   Den ligger i departementet Quindío, i den centrala delen av landet, 170 km väster om huvudstaden Bogotá. Circasia ligger 1 772 meter över havet och antalet invånare är 20 113.
Terrängen runt Circasia är kuperad, och sluttar västerut. Runt Circasia är det ganska glesbefolkat, med 23 invånare per kvadratkilometer. Närmaste större samhälle är Armenia, 10,7 km sydväst om Circasia. Omgivningarna runt Circasia är en mosaik av jordbruksmark och naturlig växtlighet.